# Штейнгарт Олександр Матвійович
Олександр Матвійович Штейнгарт (23 квітня 1887, місто Одеса — 19 лютого 1934, місто Москва, тепер Російська Федерація) — радянський партійний і державний діяч, 1-й секретар Саратовського крайового комітету ВКП(б). Кандидат у члени ЦК ВКП(б) з 10 по 19 лютого 1934 року.

## Життєпис
Народився в родині єврейського міщанина. Закінчив чотири класи міського училища Одеси.
У 1903—1914 роках працював учнем складача, складачем друкарень міст Одеси та Кишинева.
Член РСДРП(б) з 1913 року.
У 1914 році — солдат запасного полку російської імператорської армії в Кишиневі. За більшовицьку пропаганди був ув'язнений, а потім відправлений на фронт.
У 1915—1917 роках — солдат російської армії на Південно-Західному та Румунському фронтах, учасник Першої світової війни.
Після лютневої революції 1917 року був одним із організаторів солдатських комітетів в інженерних частинах на Румунському фронті. З жовтня 1917 року — голова революційного комітету та комітету РСДРП(б) 2-го корпусу російської армії на Румунському фронті.
З початку 1918 року працював у більшовицькому підпільному русі в Україні, організовув більшовицькі бойові дружини в Києві, був членом нелегального Київського комітету КП(б)У. Брав участь у боях проти Української Центральної ради та німецько-австрійських військ.
У 1919 році — член Революційної військової ради (РВР) Південного фронту, член Революційної військової ради (РВР) Західного фронту, член Смоленського повітового комітету РКП(б). Учасник Громадянської війни в Росії.
У 1919 — травні 1921 року — член, товариш (заступник) голови, голова бюро комуністичних осередків установ у місті Миколаєві.
У червні 1921 — лютому 1925 року — заступник начальника, начальник організаційного відділу Політичного управління Революційної військової ради республіки (РВРР) РСЧА.
У лютому 1925 — лютому 1927 року — завідувач організаційно-інструкторського відділу Всеросійської спілки сільськогосподарської кооперації із постачання селянському господарству засобів виробництва (Сільгоспспілки).
У лютому 1927 — 1930 року — голова ревізійної комісії Всеросійської кооперативної видавничої спілки «Книгоспілка».
У вересні 1930 — березні 1931 року — голова правління Молочно-городнього тресту Народного комісаріату землеробства Російської РФСР. У березні 1931 — січні 1933 року — член колегії Народного комісаріату землеробства Російської РФСР. Одночасно, з червня по грудень 1931 року — уповноважений ЦК ВКП(б) і РНК СРСР із відвантаження ранніх овочів по Середній Азії.
У січні 1933 — січні 1934 року — 1-й заступник начальника політичного управління машинно-тракторних станцій (МТС) Народного комісаріату землеробства СРСР та, одночасно, начальник політичного сектора машинно-тракторних станцій (МТС) і завідувач Північно-Кавказького крайового земельного управління.
У січні — 19 лютого 1934 року — 1-й секретар Саратовського крайового комітету ВКП(б).
Раптово помер, перебуваючи в Москві делегатом XVII з'їзду ВКП(б). Був кремований, прах поміщений в урні в Кремлівській стіні на Красній площі Москви.

## Нагороди
- орден Червоного Прапора (1921)